# Хокејашка лига Србије 2021/22.
Хокејашка лига Србије 2021/22. је шеснаесто такмичење које се одржава под овим именом од стране Савеза хокеја на леду Србије. И ове сезоне такмичила су се три клуба. У регуларном делу сваки клуб одиграо је по 4 утакмице, а два најбоља пласирала су се у финале.

## Клубови
| Клуб          | Град     | Арена                 | Капацитет | Основан |
| ------------- | -------- | --------------------- | --------- | ------- |
| Црвена звезда | Београд  | Ледена дворана Пионир | 2000      | 1946    |
| Војводина     | Нови Сад | Ледена деворана СПЕНС | 1000      | 1957    |
| Ред тим       | Београд  | Ледена дворана Пионир | 2000      | 2008    |

## Резултати[1]

### Регуларни део
| Датум             | Клуб          | Клуб          | Резултат  | Трећине              |
| ----------------- | ------------- | ------------- | --------- | -------------------- |
| 24. октобар 2021  | Црвена звезда | Ред тим       | 12:2      | (3:0, 4:0, 5:2)      |
| 27. октобар 2021  | Војводина     | Ред тим       | 3:0       | (2:0, 1:0, 0:0)      |
| 12. децембар 2021 | Војводина     | Ред тим       | 3:2       | (1:0, 1:1, 1:1)      |
| 25. децембар 2021 | Црвена звезда | Ред тим       | 16:1      | (5:0, 4:0, 7:1)      |
| 22. јануар 2022   | Војводина     | Црвена звезда | 0:5       | 0:1, 0:1, 0:3)       |
| 30. март 2022     | Црвена звезда | Војводина     | 4:5 (пр.) | (1:2, 1:1, 2:1, 0:1) |

### Табела
| #  | Клуб          | ИГ | Д | ДП | ИЗП | ИЗ | ГД | ГП | ГР  | Б  |
| -- | ------------- | -- | - | -- | --- | -- | -- | -- | --- | -- |
| 1. | Црвена звезда | 4  | 3 | 0  | 1   | 0  | 37 | 8  | +29 | 10 |
| 2. | Војводина     | 4  | 2 | 1  | 0   | 1  | 11 | 11 | 0   | 8  |
| 3. | Ред тим       | 4  | 0 | 0  | 0   | 4  | 5  | 34 | -29 | 0  |

### Финале
| Датум          | Клуб          | Клуб          | Резултат | Трећине         |
| -------------- | ------------- | ------------- | -------- | --------------- |
| 11. април 2022 | Црвена звезда | Војводина     | 5:7      | (1:1, 3:2, 1:4) |
| 13. април 2022 | Војводина     | Црвена звезда | 2:0      | (1:0, 0:0, 1:0) |
| 16. април 2022 | Црвена звезда | Војводина     | 1:2      | (0:1, 1:1, 0:0) |

| Првак Хокејашке лиге Србије 2021/22. |
| ------------------------------------ |
| ХК Војводина 1. титула.              |